# Västra Nöbbelöv
Västra Nöbbelöv (av SCB benämnd enbart Nöbbelöv) är en tidigare småort i Skurups kommun och kyrkby i Västra Nöbbelövs socken på Söderslätt i Skåne. 2015 hade folkmängden minskat och småorten upplöstes.
Västra Nöbbelöv ligger 3 kilometer öster om Skivarp. Vid Västra Nöbbelövs kyrka finns en runsten, Västra Nöbbelövstenen. Bebyggelsen flyter samman med byn Krågarp i norr, och statistiken omfattar båda byarna sammantaget.